# Lucio Licinio Lúculo (cónsul 151 a. C.)
Lucio Licinio Lúculo  fue un político y militar romano de la familia plebeya de los Licinios Lúculos. Fue cónsul en el 151 a. C., el primero de su familia.

## Familia
Probablemente hijo del edil curul del año 202 a. C. Lucio Licinio Lúculo, padre de Lucio Licinio Lúculo, pretor en 104 a. C. y general en la segunda guerra servil, y abuelo del famoso general Lucio Licinio Lúculo, cónsul en 74 a. C., y de Marco Terencio Varrón Lúculo, cónsul en 73 a. C.

## Carrera política
En la introducción que hace Plutarco en su vida de Cimón-Lucio Lúculo, da a entender que el Lucio Lúculo de Hispania y abuelo del que fue a Asia contra Mitrídates y Tigranes, estuvo en Grecia como pretor y absolvió a los de Queronea, ciudad natal de Plutarco, de los delitos cometidos por Damón Peripoltas, el gran bandido de Beocia, oriundo de Queronea y que arrasó todas las riberas del lago Copaide hasta Orcómeno. Cita pues, Plutarco, que en varias ocasiones este Lucio Lúculo declaró en favor de los queronenses, defendiendo que eran prorromanos y buscaron mil maneras de acabar con Damón, pero que este escapaba de mil asechanzas, hasta que todos los beocios se confabularon para matar a Damón Peripoltas en un gimnasio, sofocado por el humo de una estufa.
Después de haber desempeñado varias magistraturas, fue nombrado cónsul en el año 151 a. C. junto con Aulo Postumio Albino. Fue enviado a Hispania Citerior para sustituir a Marco Claudio Marcelo que ya había concertado la paz de Numancia con la tribu celtíbera de los arévacos.
La guerra contra los celtíberos parece haber sido impopular en Roma, ya que fue difícil reclutar un ejército, y la severidad de Lúculo y su colega irritó al pueblo e incluso a los tribuno de la plebe hasta el punto de que estos ordenaron la detención de los cónsules y su encarcelamiento. El conflicto se acabó con la intervención del joven Escipión Emiliano, el cual ofreció sus servicios e hizo revivir el espíritu militar entre los romanos.
Antes de la llegada de Lúculo a Hispania, Marcelo ya había acabado la guerra y todas las tribus sublevadas se habían sometido. Pero el nuevo cónsul decidió atacar a los vacceos, según Apiano por puro interés, sin el aval del Senado y sin que los vacceos hubieran dado motivos para la guerra. Atravesó el Tajo y obligó al oppidum de Cauca, donde sospechaba que se acumulaban grandes riquezas, a capitular bajo falsas promesas de piedad, masacrando después a gran parte de la población (en un número estimado de veinte mil) y esclavizando a los supervivientes.
A partir de aquí, avanzó hasta el centro peninsular, cruzó el Duero y puso sitio a la fortaleza vaccea de Intercatia, que dos meses resistió el cerco romano, pero fue finalmente inducida a aceptar un tratado, garantizado por Escipión Emiliano, para la retirada de los romanos. Lúculo obtuvo de esta ciudad la cantidad de diez mil sagos, pero nada de plata.
Un ataque posterior contra Palantia fue rechazado y finalmente, careciendo de provisiones, tuvo que retirarse presionado por los vacceos. Volvió a cruzar el Duero, estableciendo sus cuarteles de invierno en el sur de la península. Aunque la expedición contra los vacceos no tenía autorización, no fue juzgado por el Senado y continuó en Hispania con el rango de procónsul.
Pasó el invierno en Turdetania y en la primavera del año 150 a. C. entró en el territorio de los lusitanos junto con Servio Sulpicio Galba con el que compartió, según el relato de Apiano, los actos de crueldad y traición que se hicieron contra el pueblo de los lusitanos. Aun así fue más afortunado que Galba puesto que no fue juzgado a su regreso a Roma.
Durante este periodo amasó una pequeña fortuna, a pesar de que la guerra contra los vacceos no fue muy productiva. Con parte del dinero recogido construyó un templo a la buena fortuna (Felicitas). Para la consagración pidió a Lucio Mumio unas estatuas que este había traído de Corinto y, cuando el templo estuvo consagrado, se negó a devolverlas alegando que habían sido consagradas a la diosa.